# Spirolaxis
Spirolaxis är ett släkte av snäckor. Spirolaxis ingår i familjen Architectonicidae.
Kladogram enligt Catalogue of Life:
| Spirolaxis | \| \| Spirolaxis centrifuga \| \| \| \| \| \| Spirolaxis lamellifer \| \| \| \| |
|            | \| \| Spirolaxis centrifuga \| \| \| \| \| \| Spirolaxis lamellifer \| \| \| \| |
|            | Adelphotectonica                                                                |
|            |                                                                                 |
|            | Architectonica                                                                  |
|            |                                                                                 |
|            | Discotectonica                                                                  |
|            |                                                                                 |
|            | Granosolarium                                                                   |
|            |                                                                                 |
|            | Heliacus                                                                        |
|            |                                                                                 |
|            | Philippia                                                                       |
|            |                                                                                 |
|            | Pseudomalaxis                                                                   |
|            |                                                                                 |
|            | Pseudotorinia                                                                   |
|            |                                                                                 |
|            | Psilaxis                                                                        |
|            |                                                                                 |
|            | Solatisonax                                                                     |
|            |                                                                                 |
|            | Spirolaxis centrifuga                                                           |
|            |                                                                                 |
|            | Spirolaxis lamellifer                                                           |
|            |                                                                                 |

|  | Spirolaxis centrifuga |
|  |                       |
|  | Spirolaxis lamellifer |
|  |                       |